# 陰陵郡
北譙郡，中國南梁時設置的僑郡，後改為陰陵郡。

## 沿革
梁武帝時，僑置北譙郡，屬安州，治陰陵城（今安徽省定远县西北六十里），領南蔡、北譙二縣。
東魏孝靜帝武定六年（548年），因侯景之亂取南梁北譙郡。武定七年（549年），改北徐州為楚州，北譙郡改屬楚州。
北齊文宣帝天保七年（556年），改楚州為西楚州，改北譙郡為陰陵郡，併南蔡、北譙二縣為陰陵縣。
陳宣帝太建五年（573年）北伐，取北齊陰陵郡，後廢。

## 太守
- 陳昕，字君章，義興國山人，梁武帝大同十年（544年）除北譙太守，以疾不之官。[3]
- 皇甫深，字子淵，河南洛陽人，北齊時任陰陵太守。[4]